# Storrsia olsoni
Storrsia olsoni är en fiskart som beskrevs av Dawson 1982. Storrsia olsoni ingår i släktet Storrsia och familjen Dactyloscopidae. Inga underarter finns listade i Catalogue of Life.